# My Summer Car
My Summer Car（マイサマーカー）は、フィンランドのAmistech Gamesが開発しているシミュレーションゲームである。2016年10月25日に早期アクセスで発売された。。2024年12月31日に早期アクセスから移行した。

## ゲームの流れ・設定

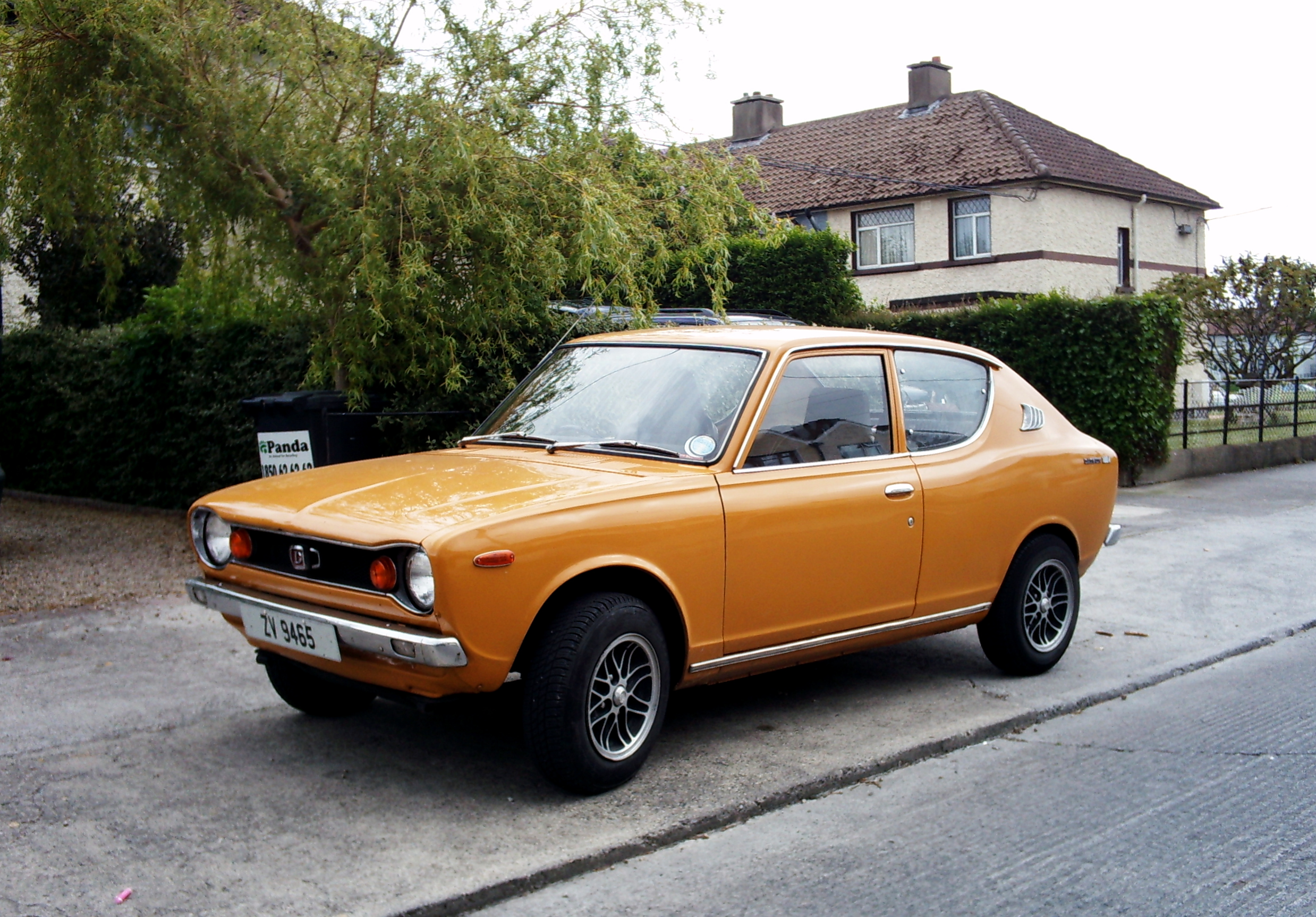
ゲームのメイン的存在であるサツマのモデル、ダットサン・100A

このゲームの舞台は1995年8月、フィンランド共和国オウル州ポフィヨイス・ポフヤンマー県アリヴィエスカのペラヤルヴィ湖周辺のオープンワールドで架空の地域である。
主人公は1976年、ゲームのメイン的存在のサツマのリアシートで産まれる。
両親はスペイン領カナリア諸島のテネリフェ島に旅行中。そのため、冷蔵庫のメモには以下のようなことが書かれている。
「薪の注文があったらちゃんとやっとけよ。パパの古いクルマを直すつもりがないなら、スクラップ場に持っていくからな。あれはガレージの中で場所をとって邪魔になってるんだ。ちゃんと直して車検を取れるならお前にやる。出かける時はおじさんのバンを使っていい。サマーキャビンに行くなら、火元の確認をちゃんとしなさい。酒は飲むな、万一やらかした時は自分で後始末をつけろよ。テネリフェ島に飽きたら帰国する。」
このゲームは、父親のサツマ・AMP（車）を修理するのが目的。サツマはパーツがないフレームだけの状態で、一から組み立てなければならない。また完成した状態からさらにカスタマイズすることも可能である。